# Томми Робинсон
Стивен Кристофер Яксли-Леннон (англ. Stephen Christopher Yaxley-Lennon; род. 27 ноября 1982), известный как Томми Робинсон (англ. Tommy Robinson) — британский анти-исламский активист. Сооснователь и бывший лидер «Лиги английской обороны» . Бывший советник главы Партии независимости Соединённого Королевства Джерарда Баттена.
Робинсон был активен в крайне правой политике в течение многих лет. Он был членом белой националистической Британской национальной партии (БНП) с 2004 по 2005 год. В течение короткого времени в 2012 году он был совместным вице-председателем Британской партии свободы (BFP). Робинсон возглавлял EDL с 2009 по 8 октября 2013 года. Он продолжил в качестве активиста, а в 2015 году стал участвовать в разработке Pegida UK, ныне несуществующей британской главы немецкой крайне правой организации Pegida. С 2017 по 2018 год Робинсон писал и появлялся в онлайн-видео для Rebel Media, канадского крайне правого политического сайта.
Робинсон получил несколько обвинительных приговоров и отбыл три срока тюремного заключения. Его судимость включает в себя осуждение за насилие, финансовые и иммиграционные мошенничества, хранение наркотиков и нарушение общественного порядка. Он был помещен в тюрьму за неуважение к суду. Он отбыл по меньшей мере три отдельных срока лишения свободы: в 2005 году за нападение, в 2012 году за использование поддельных проездных документов для въезда в Соединенные Штаты и в 2014 году за мошенничество с ипотекой. В мае 2018 года Робинсон был приговорен к 13 месяцам тюремного заключения за неуважение к суду после публикации в Facebook видео с обвиняемых, поступающих в суд, что противоречит судебному постановлению, запрещающему сообщать о таких судебных разбирательствах во время судебного разбирательства. Он отбывал часть срока в HM Prison Hull в Кингстоне-на-Халле, а затем был переведен в HM Prison Onley в Уорикшире. 1 августа 2018 года из-за процессуальных ошибок он был освобожден под залог в ожидании нового слушания по делу. 5 июля 2019 года Робинсон был вновь признан виновным в неуважении к суду во время повторного судебного разбирательства и был приговорен в Олд-Бейли к девяти месяцам тюремного заключения 11 июля․ Перед вынесением приговора Робинсон появился на InfoWars и обжаловал политическое убежище в Соединенных Штатах. Он был освобожден из тюрьмы 13 сентября 2019 года после отбытия 9 недель.

## Личная жизнь
Робинсон родился Стивен Кристофер Яксли в Лутоне, Англия. В интервью Виктории Дербишир в прямом эфире BBC Radio Five в 2010 году он сказал, что его родители «были ирландскими иммигрантами в этой стране». Его мать, работавшая в местной пекарне, вышла замуж снова, когда Робинсон был еще молод; его отчим, Томас Леннон, работал на автомобильном заводе Vauxhall в Лутоне.
По словам Робинсона, после окончания школы он подал заявку на изучение авиационной техники в аэропорту Лутона: «Я получил стажировку на 600 человек, и они взяли четырех человек». Он получил квалификацию в 2003 году после пяти лет учебы, но затем потерял работу, когда был осужден за нападение на офицера полиции, находившегося вне службы, в пьяном споре. Он отбыл 12-месячный тюремный срок.
Робинсон вступил в Британскую национальную партию, которую возглавлял Ник Гриффин, в 2004 году. На вопрос журналиста Эндрю Нейла в июне 2013 года он сказал, что ушел через год, сказав: «Я не знал, что Ник Гриффин был Национальный фронт, я не знал, что небелые не могут вступить в организацию. Я вступил, я понял, что это такое, это было не для меня».

## Лига английской обороны
Робинсон основал Английскую лигу обороны (EDL) в 2009 году вместе с Кевином Кэрроллом, двоюродным братом Робинсона, и стал его лидером, а Кэрролл стал заместителем руководителя. Робинсон заявил, что ему было предложено основать EDL после того, как он прочитал в газете статью о том, что местные исламисты пытаются завербовать мужчин возле пекарни в Лутоне, чтобы сражаться за талибов в Афганистане. Робинсон оказался в масках на протестах. Хотя Робинсон неоднократно настаивал с первых дней существования организации, что EDL был «против роста радикального ислама» и что его члены «не против ислама», его рядовые участники были отмечены как футбольные хулиганы и члены, которые описали себя как антимусульманин. Робинсон основал Европейскую лигу обороны, координацию групп, похожих на EDL, действующих в разных европейских странах.
Личность Робинсона как Стивена Яксли-Леннона была разоблачена журналом Searchlight в июле 2010 года. Предыдущая криминальная история Яксли-Леннона была, таким образом, связана с Робинсоном.
Робинсон сказал, что на него напали 22 декабря 2011 года после того, как он остановил свой автомобиль из-за того, что другой автомобиль высветил его огни. Он сказал, что группа из трех человек напала на него и избила, пока они не были остановлены прибытием «доброго самаритянина». Робинсон сказал, что нападавшие были азиатской внешности.
Робинсон был осужден в 2011 году за использование «угрожающего, оскорбительного или оскорбительного поведения» во время драки между сторонниками города Лутон и округа Ньюпорт в Лутоне в предыдущем году. Робинсон, как сообщается, возглавил группу поклонников Лутона и сыграл важную роль в начале драки из 100 человек, во время которой он скандировал «EDL, пока я не умру». Он был приговорен к 12-месячному общественному распоряжению о реабилитации с 150-часовой неоплачиваемой работой и трехлетним запретом на посещение футбольных матчей.
Робинсон был снова арестован после демонстрации EDL в Tower Hamlets в сентябре 2011 года за нарушение условий залога, так как ему было запрещено посещать эту демонстрацию. Позднее Робинсон начал голодовку, находясь в предварительном заключении в тюрьме Г. М. Бедфорда, заявив, что он был «политическим заключенным государства» и отказался есть то, что, по его мнению, было халяльным мясом. Несколько сторонников EDL протестовали возле тюрьмы в поддержку Робинсона во время его заключения; поддержка достигла своего пика при явке 100 протестующих 10 сентября. Робинсон был освобожден под залог 12 сентября.
29 сентября 2011 года Робинсон был осужден за обычное нападение после того, как нанес удар головой другому члену EDL на митинге в Блэкберне в апреле того же года. Он был приговорен к 12 неделям тюремного заключения с отсрочкой на 12 месяцев.
8 ноября 2011 года Робинсон провел акцию протеста на крыше штаб-квартиры ФИФА в Цюрихе против решения ФИФА о том, что сборная Англии по футболу не может носить символ «Памяти мака» на своих футболках. За это он был оштрафован на 3000 фунтов и заключен в тюрьму на три дня.
В 2012 году Робинсон объявил, что вступил в Британскую партию свободы (BFP). Он был назначен ее совместным вице-председателем вместе с Кэрроллом после того, как EDL и BFP согласовали избирательный пакт в 2011 году. Однако 11 октября 2012 года Робинсон покинул BFP, чтобы сосредоточиться на деятельности EDL.